# Ден на хавлията
Денят на хавлията е събитие, което се отбелязва ежегодно на 25 май, в чест на покойния английски писател и хуморист Дъглас Адамс (1952-2001), автор на „Пътеводител на галактическия стопаджия“. На този ден всички фенове на романа носят хавлия през целия ден в чест на писателя. За първи път се отбелязва на 25 май 2001 г., две седмици след смъртта на Адамс.